# Bazylika Matki Bożej Ostrobramskiej w Skarżysku-Kamiennej

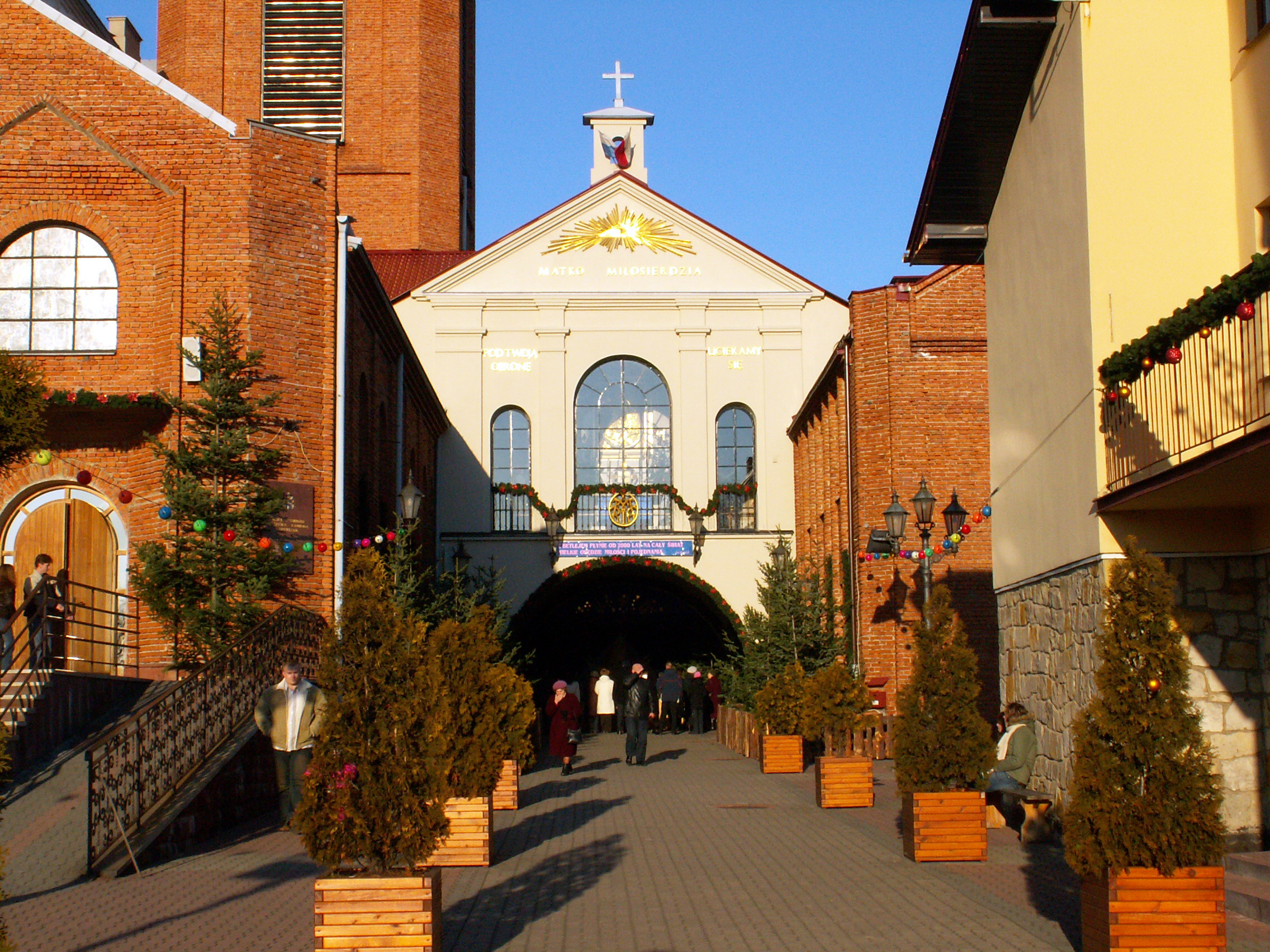
Sanktuarium Matki Boskiej Ostrobramskiej

Bazylika Matki Bożej Ostrobramskiej w Skarżysku-Kamiennej – sanktuarium w Skarżysku-Kamiennej, w diecezji radomskiej, kopia Ostrej Bramy w Wilnie.

## Historia
Decyzją wilnianina ks. biskupa Edwarda Materskiego, pierwszego ordynariusza diecezji radomskiej, w maju 1988 roku rozpoczęto budowę Sanktuarium Matki Bożej Ostrobramskiej w Skarżysku-Kamiennej. 22 października 1989 roku ks. kard. Henryk Gulbinowicz dokonał poświęcenia kaplicy i intronizacji wizerunku Matki Bożej. Obraz jest darem ks. bp. Edwarda Materskiego, a namalowała go wilnianka Izabela Borowska. Koronacja obrazu Matki Boskiej Ostrobramskiej odbyła się 2 lipca 2005. Koronacji dokonał biskup radomski Zygmunt Zimowski.
Wyróżnieniem dla tego miejsca jest utworzenie 17 maja 1992 roku Kapituły Ostrobramskiej. Tego dnia zostały sprowadzone do sanktuarium relikwie św. Rafała. 7 stycznia 2014 roku sanktuarium otrzymało tytuł bazyliki mniejszej dekretem papieża Franciszka. Uroczysta liturgia połączona z odczytaniem dekretu papieskiego odbyła się 25 października 2014 roku.
Matka Boska Ostrobramska jest patronką Skarżyska-Kamiennej.

## Galeria

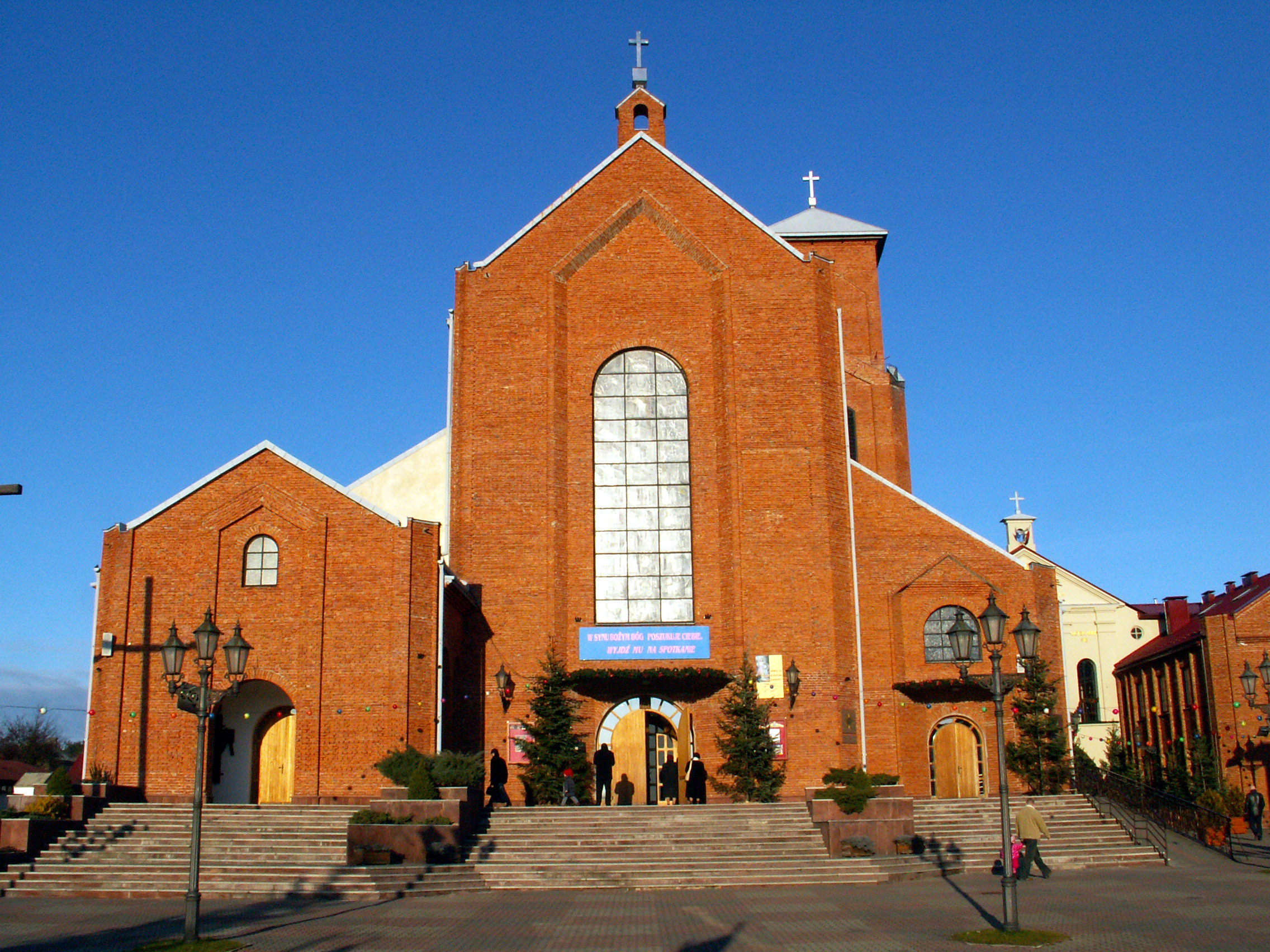
Kościół parafialny w 2006 r.
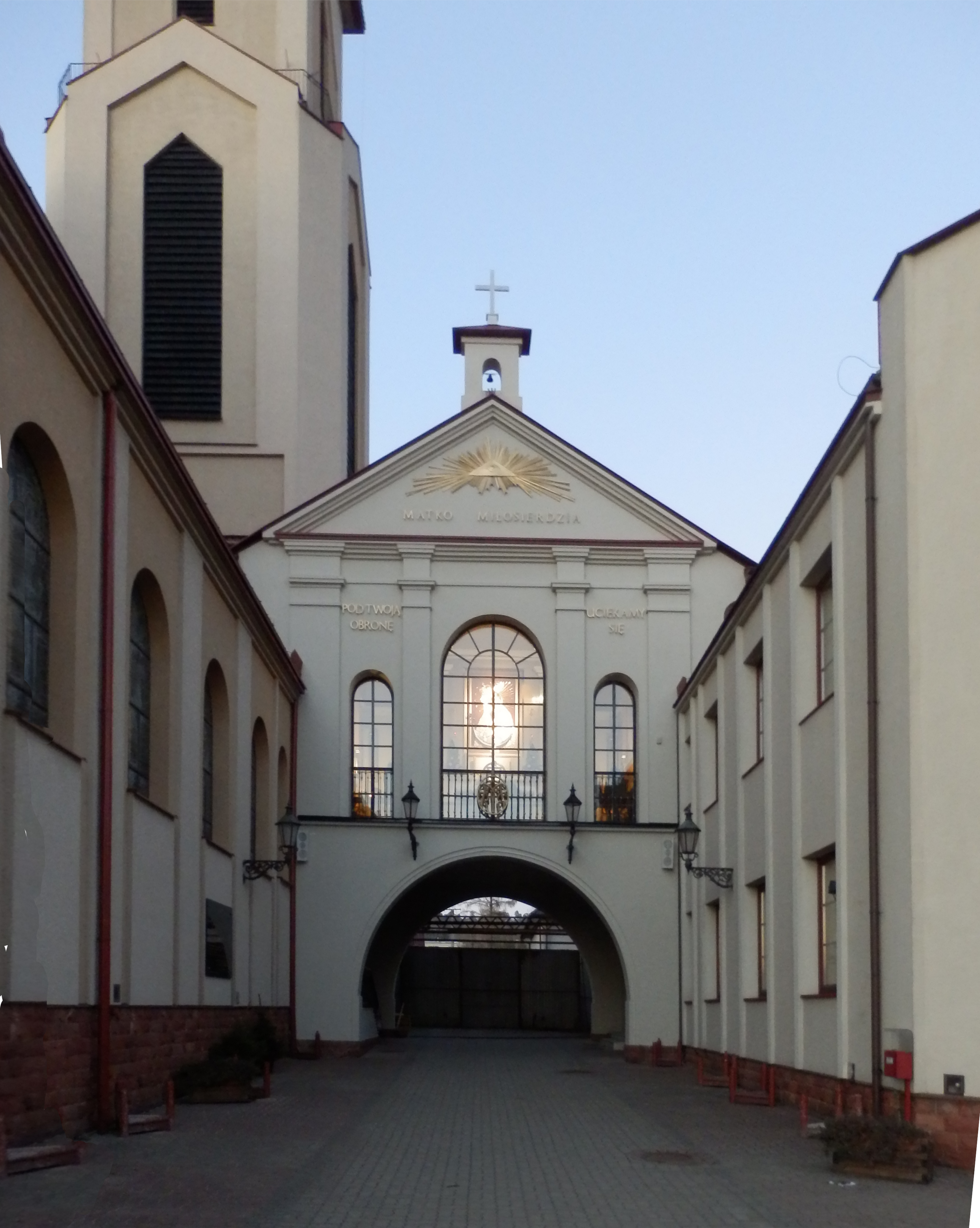
Brama z obrazem
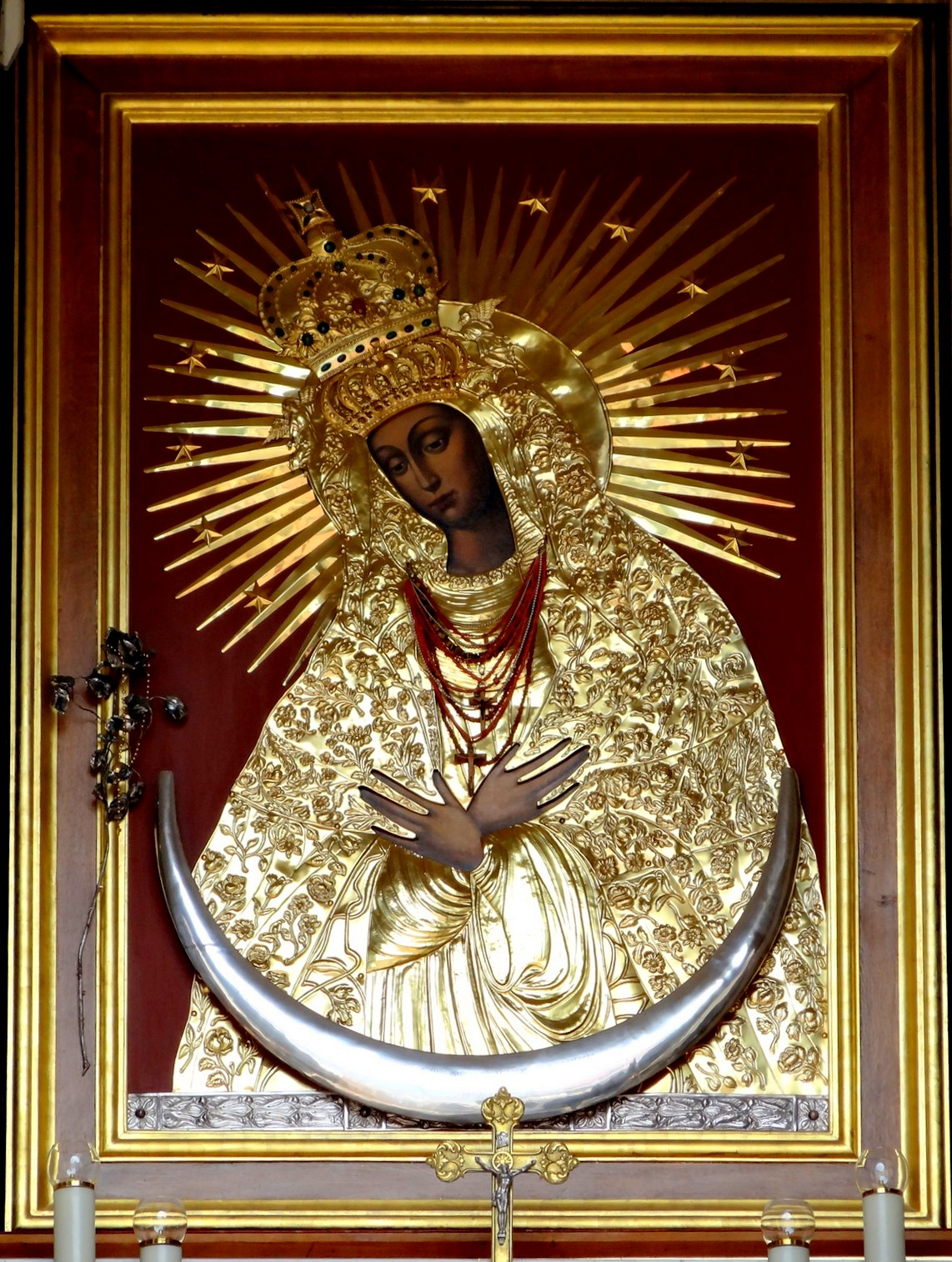
Obraz Matki Bożej Ostrobramskiej
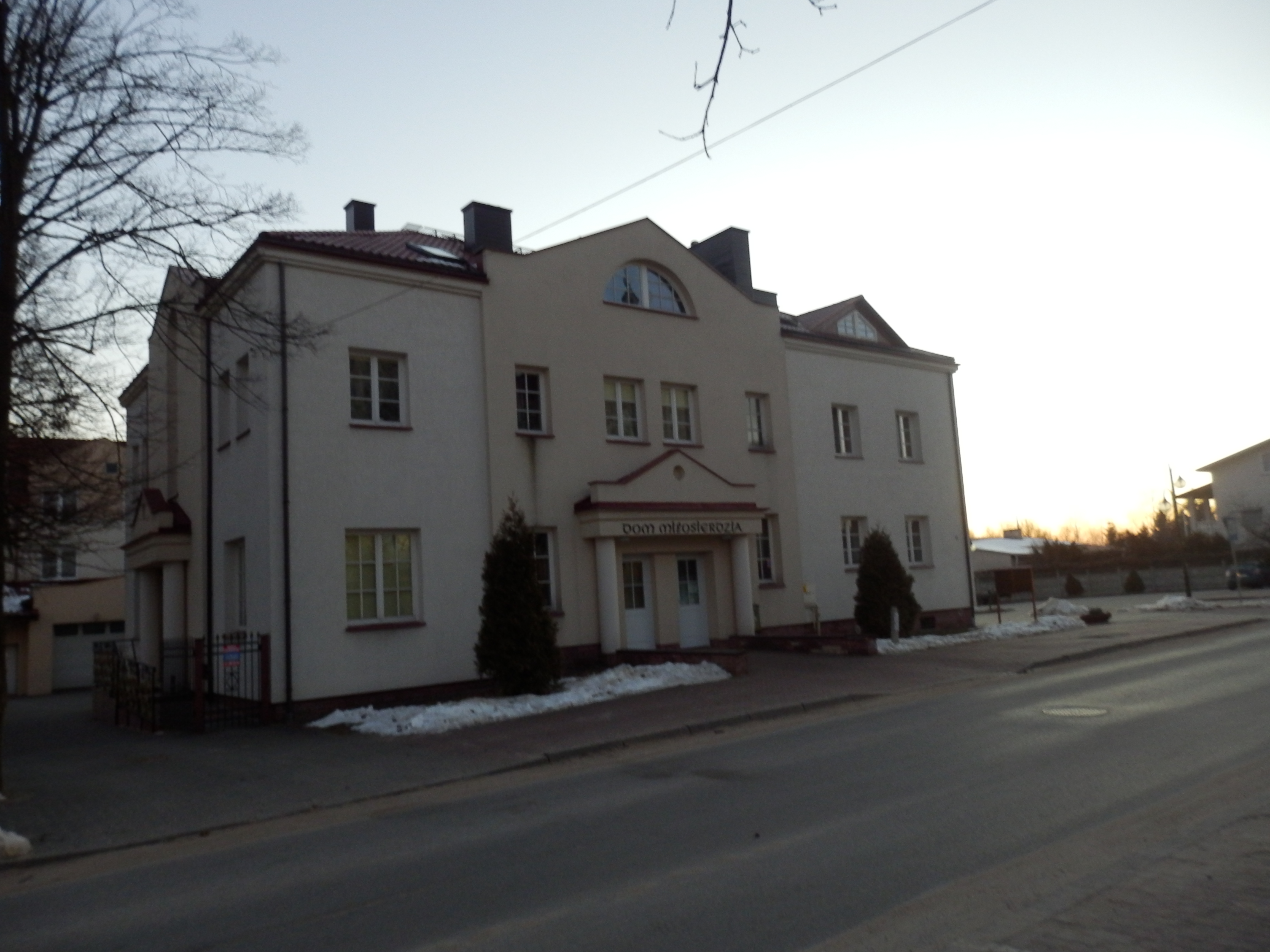
Dom Miłosierdzia